# Joe Purcell
Pour les articles homonymes, voir Purcell.
Joe Purcell, né le 29 juillet 1923 à Warren (Arkansas) et mort le 5 mars 1987 à Benton (Arkansas), est un homme politique démocrate américain. Il est gouverneur de l'Arkansas par intérim en 1979 en tant que lieutenant-gouverneur de l'État, après l’accession du gouverneur David Pryor au poste de sénateur.